# Linfangite
Per  linfangite  in campo medico, si intende qualunque malattia (o altro evento morboso) che interessa i vasi linfatici, anche se nella pratica la quasi totalità delle cause di un loro interessamento patologico è da collegarsi ad un evento di tipo infettivo.

## Tipologia
Le forme possono essere sia di tipo acuto che cronico:

### Linfangiti acute
Esse sono di tre differenti tipi:
- Linfangiti reticolari, si mostra un edema a forma di reticolo (da cui prende il nome) ripieno di leucociti, comporta febbre e ipertermia ma solo nella zona interessata;
- Linfangiti tronculari, più comune negli arti, si manifesta con delle strie. Molte sono le complicanze che possono insorgere in tale tipologia di linfangite: borsiti, linfedemi, ascessi;
- Linfangiti profonde, fra le varie forme sono le più rare, oltre a febbre si nota dolore che si acutizza in sede di palpazione

### Linfangiti croniche
Sono dovute ad agenti esterni come alcune forme parassitarie, in queste forme la parete linfatica tende ad ingrossarsi, occupando tutto il lume che viene così otturato. I sintomi che si evidenziano variano a seconda del virus che ha portato alla linfangite. Fra le varie tipologie si ritrovano quella filaria, la tubercolare e la luetica.

## Terapia

### Linfangiti acute
Riposo, non si deve immobilizzare l'arto coinvolto, come farmaci si somministrano antiflogistici e antiedemigeni oltre all'eparina utile per prevenire possibili complicanze. La chirurgia occorre soltanto per alcune complicanze

### Linfangiti croniche
In tali casi bisogna concentrarsi sul virus scatenante, utile la terapia riabilitativa per via della cronicità intervenuta. Anche in questo caso il trattamento chirurgico è  mirato a manifestazioni secondarie.